# Lennart Petri

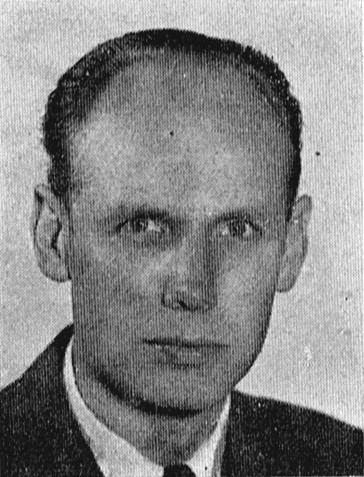
Lennart Petri

Carl Johan Lennart Petri, född 10 maj 1914 i Riseberga församling, Kristianstads län (modern folkbokförd i Kristianstad), död 25 juni 1996, var en svensk diplomat.

## Biografi
Petri, som var jur. kand., började på Utrikesdepartementet (UD) 1938 och tjänstgjorde bland annat i Madrid, Washington, Buenos Aires, Lima, Paris och Moskva. Han blev ambassadråd 1954 och ambassadör i Rabat och Tunis 1958–1962, jämväl Tripoli 1960–1962, Peking 1963–1969, jämväl Phnom Penh 1965–1969, Wien 1969–1976 och Madrid 1976–1980. Under sin tid i Peking blev han vittne till Kulturrevolutionen. Petri var under 1980-talet ordförande i svensk-kinesiska vänskapsförbundet och arbetade även som konsult för Atlas Copco.